# Forum za levico
Forum za levico je slovenski neformalni internetni debatni klub (ki deluje kot poštni seznam namenjen političnim razpravam) civilne družbe, ustanovljen maja 2003. 
Forum je objavil Manifest, v katerem se opredeljuje med drugim z:
Forum ni politična stranka, vendar se ne odpoveduje političnemu delovanju; strokovno, moralno in politično bo podprl delovanje tistih svojih članov in članic, ki bi hoteli ideje in načela Foruma udejanjiti v obliki politične stranke leve, libertarno-socialne opredelitve ali v kakšni drugi obliki legalnega političnega delovanja.
Seznam ustanovnih članov ni objavljen. Aktivnost Foruma je nizka.